# Rioja (vinařská oblast)

Poloha na mapě Španělska

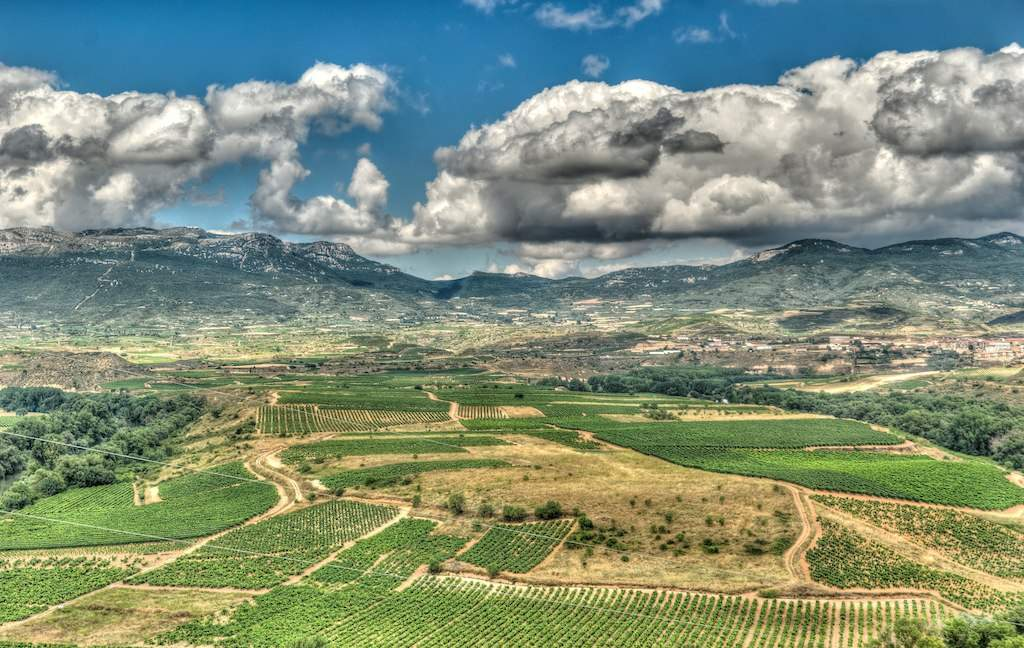
Pohled na oblast u Briones

Rioja je vinařská oblast rozkládající se na severu Španělska, jejíž název je přejat z názvu autonomní oblasti La Rioja, v níž se nachází. Tento region proslul produkcí vysoce kvalitních vín, jež jsou řazena k nejlépe hodnoceným vínům na světě.
Vinařská oblast Rioja se dále dělí na tři podoblasti: Rioja Alta, Rioja Alavesa a Rioja Baja.

## Denominacion de origen calificada
Denominacion de origen calificada, neboli DOCa, je certifikovaným označením pro nejlepší vína z tohoto regionu. Možnost používání této ochranné známky podléhá přísným regulím.
Historie vinohradnictví sahá až do 9. století našeho letopočtu. Oficiální známka označení původu "Denominacion de origen" byla zavedena v roce 1970. O 21 let později byla Rioja uznána první španělskou oblastí s prestižním oceněním "Denominacion de origen calificada".

## Kategorie vín
- Joven – mladé víno. Uvádí se na trh rok po sklizni a doporučuje se zkonzumovat do jednoho roku. Uchovává si charakter odrůdy, svěžest i ovocnost.
- Cosecha – víno vyšší kategorie zrání, které může zrát několik měsíců v sudu a poté v láhvi. Uvádí se na trh většinou v roce, kdy jsou hrozny zpracovány na víno.
- Roble nebo také semi-crianza – zraje 4-8 měsíců v dubových sudech.
- Crianza – zraje nejméně 2 roky, z toho alespoň 6 měsíců (pro oblast Rioja a Ribera del Duero, kde Consejo Regulador udává přísnější podmínky, 12 měsíců) v dubových barikových sudech, což se odráží na jejich vůni a chuti. Většinou se používají sudy z amerických ale také francouzských dubů. Přibližně stejnou dobu potom zraje v láhvích.
- Reserva – vybraná červená vína nejlepších ročníků, která zrají rok v dubových sudech a další rok v láhvi. V oblasti Rioja a Ribera del Duero vína zrají minimálně 18 měsíců v sudu a 18 měsíců v láhvi. Tato vína jsou vhodná k delší archivaci.
- Gran Reserva – vybraná červená vína z výjimečných ročníků, která zrají 5 let, z toho minimálně 2 roky v dubových sudech. V oblasti Rioja a Ribera del Duero vína zrají minimálně 36 měsíců v sudu a 24 měsíců v láhvi. Jsou těžší a vhodná pro delší archivaci.

## Známá vinařství
- Izadi, S.A.
- Luis Cañas, S.A., Bodegas
- Sierra Cantabria, S.A., Bodegas
- Solana de Ramirez Ruiz, Bodegas
- Larchago, Bodegas
- Viñedos y Bodegas de la Marquesa
- Bodegas y Viñedos Heras Cordon Archivováno 27. 10. 2023 na Wayback Machine.